# 何焕组
何焕组（？—？），山西灵石人，清朝政治人物。举人出身。
何焕组曾于1860年接替马昌纶任华亭县知县一职，1862年由周绍濂接任。